# Mary Stewart
Mary Florence Elinor Rainbow Stewart, mais conhecida como Mary Stewart  (Sunderland, Inglaterra, 17 de setembro de 1916 — Lochawe, Escócia, 9 de maio de 2014) foi uma escritora britânica, nascida na Inglaterra. Atuando primariamente como romancista, é a criadora do gênero do romance de mistério, tendo publicado também livros de estórias infantis e gótica, além de coletâneas de poesia. Sua obra mais conhecida, com a qual lançou o gênero do romance de mistério, é a saga Merlin, consistindo numa pentalogia de renome mundial.

## Biografia
Mary Stewart, registrada em seu nascimento como Mary Florence Elinor Rainbow, nasceu em 17 de setembro de 1916, no auge da Primeira Guerra Mundial, na cidade de Sunderland, situada no histórico condado de Durham, no nordeste da Inglaterra, no Reino Unido. Era filha de Frederick Rainbow, um vigário local da Igreja Anglicana, e Mary Edith Matthews, uma dona de casa neozelandesa filha de pais ingleses.
Mary se graduou na Universidade de Durham como professora de ensino primário em 1938, aos vinte e dois anos. Na época, sua intenção era iniciar sua carreira logo, mas com a declaração da Segunda Guerra Mundial no ano seguinte, não conseguiu ser contratada por nenhuma escola ou instituição de ensino pela escassez de empregos em toda a Grã-Bretanha que o conflito rapidamente gerou. Com o fim deste, em 1945, Mary, aos vinte e nove anos, conseguiu seu mestrado na mesma Universidade de Durham e começou a lecionar Língua Inglesa na instituição.
Foi na Universidade de Durham que a autora conheceu seu marido, Frederick Stewart, um escocês que lecionava geologia na universidade. Eles se casaram ainda em 1945, com apenas três meses de namoro. Mary não tardou a engravidar, porém sua gravidez acabou por se revelar uma gravidez ectópica, que acarretou a perda do bebê e de seu útero.
Em 1956, o casal se mudou para Edimburgo, na Escócia, cidade onde Frederick passou sua infância e adolescência, e ele logo começou a lecionar na Universidade de Edimburgo.
Em 1974, Frederick foi condecorado como cavaleiro e com o título de sir do Império Britânico pela rainha Isabel II, tendo em vista suas contribuições revolucionárias para o campo da geologia e mineração nos anos 40, 50 e 60. Desse modo, Mary se tornou Lady Stewart, um título honroso como esposa de Frederick. Ela, porém, nunca utilizou-o.
Frederick morreu em 2001. A partir daí, Mary começou a viver de forma reclusa, dividindo seu tempo entre sua residência em Edimburgo e sua casa de veraneio na localidade de Lochawe, na região escocesa de Argyll and Bute, aonde passava o verão todos os anos.
Ela faleceu de causas naturais em 9 de maio de 2014, anos noventa e sete anos.

## Carreira como escritora
Em entrevistas, Mary Stewart, leitora ávida desde a infância, afirmou que conservou o desejo de ser uma escritora desde a adolescência.
Ela, porém, só iniciou a escrita de seu primeiro romance — Madam, Will You Talk?, publicado na Inglaterra em 1954 — entre os anos de 1945 e 1946, com quase trinta anos de idade, depois de descobrir a literatura gótica e sentir uma profunda vontade de escreve-la. Na época, ela e seu marido, Frederick Stewart, haviam se mudado há pouco tempo para Edimburgo, capital da Escócia, pois Frederick havia conseguido uma excelente vaga para lecionar geologia e mineralogia na Universidade de Edimburgo, uma das mais renomadas instituições de ensino superior do Reino Unido desde àquela época. Mary, porém, que havia se demitido de seu cargo na Universidade de Durham para acompanhar seu marido, decidiu, enfim, focar-se na escrita de um romance, logo após descobrir o gênero da literatura gótica, pela qual ela se apaixonou profundamente. Na época, com seu novo cargo na Universidade de Edimburgo, Frederick começou a ganhar o suficiente para sustentar ele e Mary, e desse modo, ela podia se dar o privilégio de ser uma escritora em tempo integral.
Seguindo o sucesso estrondoso que o também escritor inglês T. H. White (1906-1964) havia conseguido com sua série The Once and Future King (no Brasil, traduzido como "O Único e Eterno Rei"), que abordava, pela primeira vez até então, a lenda do Rei Arthur de forma romanceada, iniciando o gênero Arturiano, Mary decidiu, no final dos anos 60, escrever sua própria série arturiana. Ela porém, decidiu que, diferentemente de White, focaria no mago Merlin, um dos personagens centrais da lenda e seu personagem favorito desta. Depois de quase um ano e meio escrevendo, ela finalmente publicou em 1970 na Grã-Bretanha The Crystal Cave (no Brasil, "A Caverna de Cristal"), pela editora inglesa
Hodder & Stoughton de Bristol, primeiro volume do que, inicialmente, era planejado para ser uma trilogia, mas acabou se tornando uma série de enorme sucesso de cinco livros.
Inicialmente, a série Merlin foi publicada no Brasil nos anos 80 pela editora Record, embora sua versão mais conhecida pelos leitores brasileiros tenha sido àquela publicada nos anos 90 pela editora Best Seller. Mais recentemente, a série Merlin voltou a ser publicado no país, em volumes caprichados pela editora Hunter Books, que comprou os direitos da série em 2013. Até o momento, a Hunter Books já lançou o primeiro tomo, "A Caverna de Cristal" em 2014, e o segundo e terceiros tomos, "As Colinas Ocas" e "O Último Encantamento" em 2015. Os dois volumes finais, "The Wicked Day" e "The Prince and the Pilgrim", devem ser lançados no país entre 2016 e 2017.
Mary é, hoje, considerada uma das mais bem-sucedidas autoras de ficção histórica, suspense e mistério da Grã-Bretanha.
Seu pico de popularidade se deu entre os anos 50 e 80, quando muito de seus romances foram traduzidos para dezenas de línguas.

## Obras

### Romances góticos
- Madam, Will You Talk? (1954)
- Wildfire at Midnight (1956)
- Thunder on the Right (1957)
- Nine Coaches Waiting (1958)
- My Brother Michael (1959)
- The Ivy Tree (1961)
- The Moon-Spinners (1962)
- This Rough Magic (1964)
- Airs Above the Ground (1965)
- The Gabriel Hounds (1967)
- The Wind Off the Small Isles (1968)
- Touch Not the Cat (1976)
- Thornyhold (1988)
- Stormy Petrel (1991)
- Rose Cottage (1997)

### Série Merlin
1. The Crystal Cave (1970)
2. The Hollow Hills (1973)
3. The Last Enchantment (1979)
4. The Wicked Day (1983)
5. The Prince and the Pilgrim (1995)

### Livros infantis
- The Little Broomstick (1971), mais tarde adaptado como o filme de animação de 2017, Mary and the Witch's Flower, produzido pelo estúdio japonês Ponoc.
- Ludo and the Star Horse (1974)
- A Walk in Wolf Wood (1980)

### Poesia
- Frost on the Window: And other Poems (1990; coletânea de poesias)